# Бюрг-Фёстенхоф
Бюрг-Фёстенхоф (нем. Bürg-Vöstenhof) — коммуна (нем. Gemeinde) в Австрии, в федеральной земле Нижняя Австрия. 
Входит в состав округа Нойнкирхен.  Население составляет 165 человек (на 31 декабря 2005 года). Занимает площадь 25,12 км². Официальный код  —  31842.

## Политическая ситуация
Бургомистр коммуны — Йохан Хайнфельнер (АНП) по результатам выборов 2010 года.
Совет представителей коммуны (нем. Gemeinderat) состоит из 13 мест.
- АНП занимает 8 мест.
- СДПА занимает 5 мест.